# Saltos en los Juegos Asiáticos de 2014
Las pruebas de saltos de trampolín y plataforma en los Juegos Asiáticos de 2014 se realizaron en Incheon (Corea del Sur) entre el 29 de septiembre y el 3 de octubre de 2014. Fueron disputadas diez pruebas, cinco masculinas y cinco femeninas.

## Medallistas

### Masculino
| Evento                 | Oro                            | Plata                                    | Bronce                                 |
| ---------------------- | ------------------------------ | ---------------------------------------- | -------------------------------------- |
| Trampolín 1 m          | He Chao China                  | He Chong China                           | Woo Ha-Ram Corea del Sur               |
| Trampolín 3 m          | Cao Yuan China                 | He Chao China                            | Sho Sakai Japón                        |
| Plataforma 10 m        | Qiu Bo China                   | Yang Jian China                          | Woo Ha-Ram Corea del Sur               |
| Trampolín 3 m sincro   | China Cao Yuan Lin Yue         | Malasia Ahmad Amsyar Azman Ooi Tze Liang | Corea del Sur Kim Yeong-Nam Woo Ha-Ram |
| Plataforma 10 m sincro | China Zhang Yanquan Chen Aisen | Corea del Sur Kim Yeong-Nam Woo Ha-Ram   | Malasia Chew Yiwei Ooi Tze Liang       |

### Femenino
| Evento                 | Oro                          | Plata                                       | Bronce                                   |
| ---------------------- | ---------------------------- | ------------------------------------------- | ---------------------------------------- |
| Trampolín 1 m          | Shi Tingmao China            | Wang Han China                              | Kim Na-Mi Corea del Sur                  |
| Trampolín 3 m          | He Zi China                  | Wang Han China                              | Cheong Jun Hoong Malasia                 |
| Plataforma 10 m        | Si Yajie China               | Huang Xiaohui China                         | Kim Un-Hyang Corea del Norte             |
| Trampolín 3 m sincro   | China Shi Tingmao Wu Minxia  | Malasia Cheong Jun Hoong Ng Yan Yee         | Corea del Norte Choe Un-Gyong Kim Jin-ok |
| Plataforma 10 m sincro | China Chen Ruolin Liu Huixia | Corea del Norte Kim Un-hyang Song Nam-Hyang | Malasia Leong Mun Yee Pandelela Rinong   |

## Medallero
| Núm. | País            | Oro | Plata | Bronce | Total |
| ---- | --------------- | --- | ----- | ------ | ----- |
| 1    | China           | 10  | 6     | 0      | 16    |
| 2    | Malasia         | 0   | 2     | 3      | 5     |
| 3    | Corea del Sur   | 0   | 1     | 4      | 5     |
| 4    | Corea del Norte | 0   | 1     | 2      | 3     |
| 5    | Japón           | 0   | 0     | 1      | 1     |
|      | TOTAL           | 10  | 10    | 10     | 30    |